# Asmat-Kamoro jezici
Asmat-Kamoro jezici (privatni kod: aska), skupina od 11 transnovogvinejskih jezika koji se govore na indonezijskom dijelu Nove Gvineje. Podijeljena je na pet užih podskupina: 
a. Asmatski sa (6) jezika (casuarina coast asmat, yaosakor asmat, centralnoasmatski, sjevernoasmatski, citak, tamnim citak);
b. Diuwe s jednim istoimenim jezikom diuwe [diy];
c. Kamoro, s istoimenim jezikom kamoro [kgq];
d. Sempan sempan [xse];
e. sabakor sa (2) jezika: buruwai [asi] i kamberau [irx].

## Vanjske poveznice
- Ethnologue (14th)
- Ethnologue (15th)